# Le Rock du Méchant Loup
Pour plus de détails, voir Fiche technique et Distribution.
Le Rock du Méchant Loup (Мама, Mama) est un film réalisé par Elisabeta Bostan, sorti en 1976.
Il est coproduit par des sociétés françaises, roumaines et soviétique.
Il est inspiré du conte Le Loup et les Sept Chevreaux des frères Grimm et du conte La chèvre et les trois chevreaux de Ion Creangă.
La distribution comprend des danseurs du Ballet du Bolchoï, du cirque de Moscou, du cirque sur glace de Moscou.

## Synopsis
Rada, la maman chèvre, va à la foire en laissant ses enfants à la maison. Titi Suru, le méchant loup, cherche à kidnapper les enfants pour demander une rançon.

## Fiche technique
- Titre : Le Rock du Méchant Loup
- Titre original : Мама (Mama)
- Réalisation : Elisabeta Bostan
- Scénario : Iouri Entine et Vasilica Istrate
- Costumes : Florina Tomescu
- Photographie : Ion Marinescu et Konstantin Petrichenko
- Montage : Cristina Ionescu et Yolanda Mîntulescu
- Musique : Gérard Bourgeois et Temistocle Popa
- Pays d'origine :  France -  Roumanie -  Union soviétique
- Format : couleur - 35 mm - Mono
- Genre : fantastique, musical
- Durée : 83 minutes
- Date de sortie : 1976

## Distribution
- Lioudmila Gourtchenko : Rada, la maman chèvre
- Mikhaïl Boïarski : Titi Suru, le méchant loup
- George Mihaita : Petrika, l'âne
- Florian Pittis : le perroquet
- Violeta Andrei : l'hirondelle
- Oleg Popov : l'ours
- Saveli Kramarov : le jeune loup
- Valentin Manokhine : le lynx
- Paula Radulescu : madame lapin
- Vasile Mentzel : monsieur lapin
- Vera Ivleva : madame mouton
- Evgueni Guertchakov : monsieur mouton
- Natalia Kratchkovskaïa : madame ours
- Marina Poliak : l'écureuil
- Liliana Petrescu : l'agneau

## Liste des chansons
1. Rêve (introduction)
2. Le perroquet n'est pas un imbécile (chanson du perroquet))
3. Chanson du Titi Suru
4. Danse de la chèvre et des chevreaux
5. Oh, la chèvre va pleurer!
6. Ils auront peur de nous
7. La danse de la meute du loup
8. La berceuse des chevreaux
9. La balançoire (chanson des enfants)
10. Ding-dong, je suis votre mère
11. Le perroquet superstar
12. Matei le coquin
13. La foire
14. Ne nous effrayez pas de la distance (chanson de l'hirondelle))
15. La rencontre entre Matei et la meute du loup
16. La chanson de l'ours
17. Duo de la chèvre Rada et du loup Titi Suru à la foire
18. Le perroquet superstar
19. La danse de l'âne Petrika et du mouton
20. La poursuite de Matei par la meute du loup
21. Les jeunes sont partis
22. La chèvre Rada et le loup Titi Suru. Chanson du Titi Suru)
23. Hostilité et malice
24. Mama
25. Hiver
26. Chanson des trois / Chanson de la meute
27. Pot-pourri sur la glace
28. Tango du loup Titi Suru et de la chèvre Rada
29. Chanson sur maman (final)